# 蓬比亚
蓬比亚（義大利語：Pombia），是意大利诺瓦拉省的一个市镇。总面积11平方公里，人口2122人，人口密度192.9人/平方公里（2009年）。ISTAT代码为003121。